# Carlos Areces
 (janvier 2025).
Carlos Areces, né le 27 mars 1976 à Madrid, est un auteur de bandes dessinées et acteur espagnol.

## Biographie
Carlos Areces s'est fait connaître comme acteur grâce à son interprétation de clown triste dans Balada triste de Álex de la Iglesia en 2010, pour lequel il a reçu avec Antonio de la Torre le prix Sant Jordi du meilleur acteur espagnol.
Pedro Almodóvar lui offre en 2013 l'un des premiers rôles de son film Les Amants passagers : celui du steward Fajardo.

## Filmographie
- 2009 : Spanish Movie de Javier Ruiz Caldera : Pedro San Anton / l'homme au bar n°5
- 2010 : Campamento Flipy de Rafa Parbus : Jeremias
- 2010 : Balada triste d'Álex de la Iglesia : Javier
- 2010 : El Gran Vazquez d'Óscar Aibar : l'auteur de bandes dessinées rebelle
- 2011 : Torrente 4 de Santiago Segura : musicien au mariage
- 2011 : No lo llames amor... llamalo X d'Oriol Capel : Franco
- 2011 : Extraterrestre de Nacho Vigalondo : Angel
- 2011 : Lobos de Arga de Juan Martinez Moreno : Calixto
- 2012 : 5 fantômes en terminale (Promocion fantasma) de Javier Ruiz Caldera : Otegui
- 2013 : Les Amants passagers (Los Amantes pasajeros) de Pedro Almodóvar : Fajas
- 2013 : Gente en sitios de Juan Cavestany : le type du téléphone n°2
- 2013 : Les Sorcières de Zugarramurdi (Las brujas de Zugarramurdi) d'Álex de la Iglesia : « Conchita »
- 2014 : Open Windows de Nacho Vigalondo : le gardien
- 2014 : Negociador de Borja Cobeaga : Patxi
- 2014 : Torrente 5 : Operacion Eurovegas de Santiago Segura : Ricardito
- 2014 : Pos eso de Samuel Orti Marti : Jorge, le psychologue (voix)
- 2014 : Sexo facil, peliculas tristes d'Alejo Flah : Luis
- 2015 : Anacleto : Agente secreto de Javier Ruiz Caldera : Vazquez
- 2015 : Mi gran noche d'Álex de la Iglesia : Yuri
- 2015 : Incidencias de José Corbacho et Juan Cruz : Paco
- 2016 : Cuerpo de élite de Joaquin Mazon : Boyero
- 2016 : Ozzy, la grande évasion (Ozzy) d'Alberto Rodriguez et Nacho La Casa : Mr. Robbins (voix)
- 2016 : La Reine d'Espagne (La Reina de España) de Fernando Trueba : Franco
- 2017 : De regreso al colegio d'Antonio Meriano : Severino
- 2017 : Sólo se vive una vez de Federico Cueva : Sergio Gonzalez Peña
- 2017 : Algo muy gordo de Carlo Padial : le directeur de l'école
- 2017 : La Higuera de los bastardos d'Ana Murugarren : Ermo
- 2018 : Tiempo después de José Luis Cuerda : Eufemiano
- 2019 : Yo, mi mujer y mi mujer muerta de Santi Amodeo : Abi
- 2020 : El Inconveniente de Bernabé Rico Herrera :
- 2020 : Origenes secretos de David Galan Galindo : Gaivan
- 2022 : La chaqueta de María Areces : Caméo